# Lina Wertmüller

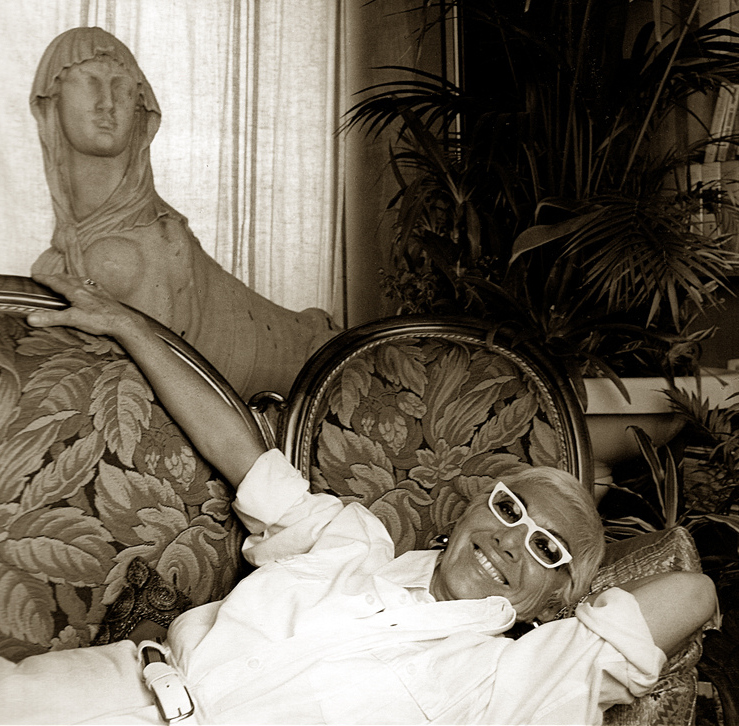
Lina Wertmüller: Porträt – Augusto De Luca (1987)

Lina Wertmüller (anhörenⓘ; * 14. August 1928 in Rom; † 9. Dezember 2021 ebenda; eigentlich Arcangela Felice Assunta Wertmüller von Elgg Spanol von Braueich) war eine italienische Filmregisseurin. Für ihren Film Sieben Schönheiten (1975) wurde sie als erste Frau überhaupt für einen Oscar in der Kategorie Beste Regie nominiert, 2020 erhielt sie den Ehrenoscar.

## Leben und Werk
Lina Wertmüllers Vater war ein Rechtsanwalt aus Rom, der einer Schweizer Adelsfamilie entstammte, den Werdmüller von Elgg. 1945 nahm sie gegen den Willen ihres Vaters ein Studium an der Accademia d’arte drammatica in Rom auf, das sie 1951 mit einem Diplom abschloss.
Sie gründete im selben Jahr die Theatergruppe Harlequin, schrieb selbst erste Stücke und ging auf Tournee durch Europa. Zurück in Rom arbeitete sie als Journalistin, Schauspielerin, Autorin, Bühnenbildnerin und Regieassistentin. Wertmüller schloss sich einem Puppen- und Marionettentheater an.
Durch ihre enge Freundschaft mit Marcello Mastroianni und dessen Frau Flora Carabella kam sie zum Film. Carabella vermittelte sie 1963 als Regieassistentin für Federico Fellini zu den Dreharbeiten von Achteinhalb (8½). Im Jahr darauf entstand mit Die Basilisken der erste Film unter ihrer Regie und gewann den Regiepreis beim Filmfestival von Locarno. Er schildert das Leben im verarmten Süden Italiens – ein Motiv, das auch in ihren späteren Filmen immer wieder aufscheint. 1967 drehte sie den Western Mein Körper für ein Pokerspiel mit Elsa Martinelli.
Es folgten einige andere Filme mit bescheidenem Erfolg. Ihren Durchbruch schaffte Wertmüller 1972 mit einer Serie von vier Filmen mit dem italienischen Schauspieler Giancarlo Giannini in der Hauptrolle. Das letzte Werk dieser Serie, Sieben Schönheiten (Pasqualino Settebellezze) aus dem Jahr 1975 (s. auch Sieben Schönheiten, Gedicht des persischen Dichters Nezāmi), wurde für vier Oscars nominiert und war international erfolgreich. In dieser Groteske versucht ein neapolitanischer Kleinkrimineller unter anderem, das KZ zu überleben, indem er sich einer KZ-Aufseherin sexuell zur Verfügung stellt.

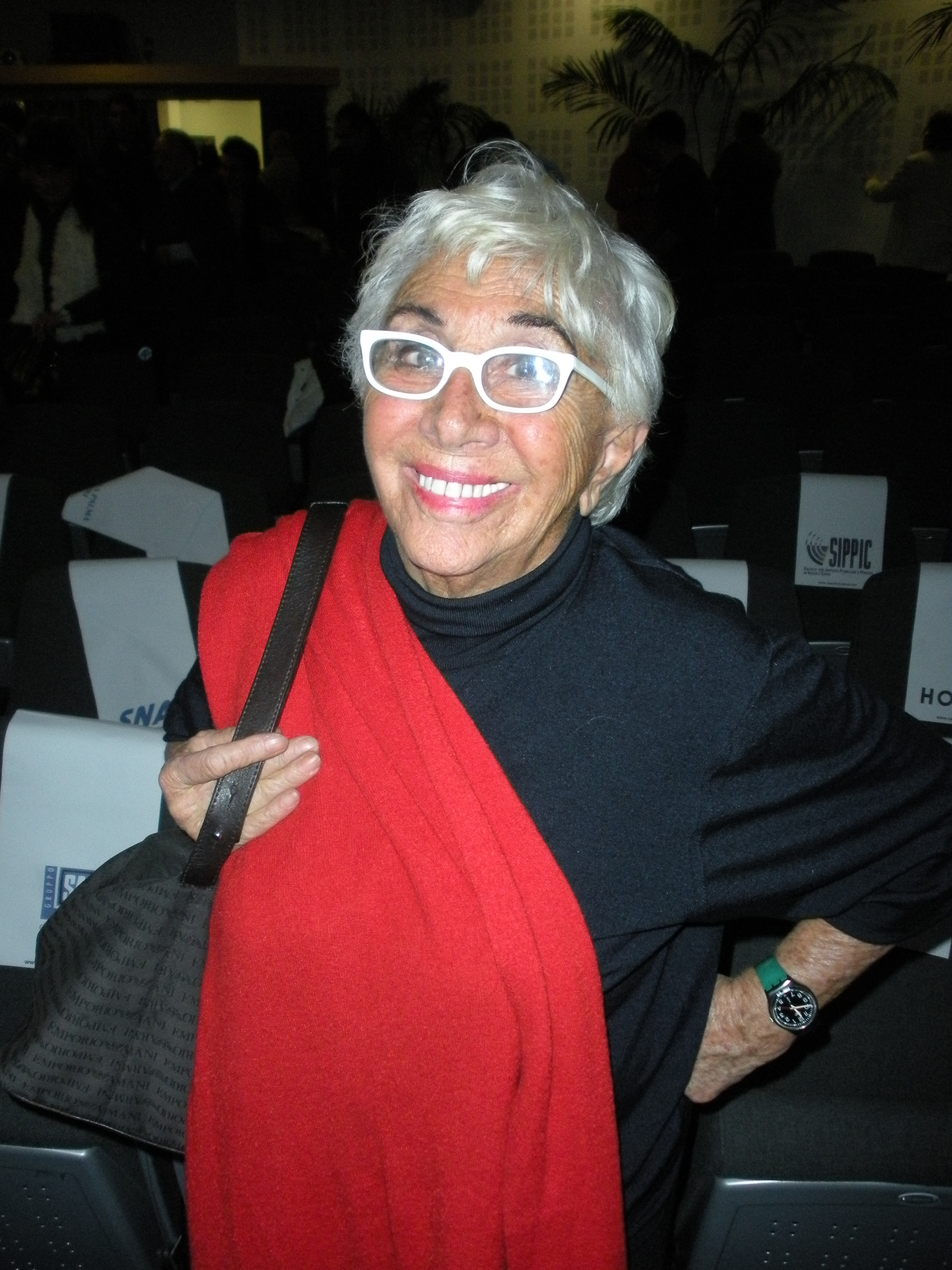
Lina Wertmüller (2011)

Wertmüller, die bis 2004 weiterhin eine vielfältige und erfolgreiche Karriere hatte, konnte an ihre großen Erfolge aus den 1970er-Jahren nicht mehr anknüpfen. 2019 wurde sie mit dem Ehrenoscar für ihr Lebenswerk geehrt.
Ihr erstes Theaterstück Zwei und Zwei ist nicht Vier (deutscher Titel) wurde 1969 unter der Regie von Franco Zeffirelli uraufgeführt; ihr zweites war Liebe und Magie in Mamas Küche (Uraufführung 1980, Festival von Spoleto, eigene Regie). Die deutsche Erstaufführung von Liebe und Magie in Mamas Küche fand 1987 statt (Freie Volksbühne Berlin, Inszenierung Peter Palitzsch), die Hauptrolle spielte Elisabeth Trissenaar.
Lina Wertmüller war mit dem Kunstdesigner Enrico Job (1934–2008) verheiratet, der in vielen ihrer Filme für die Ausstattung sorgte.

## Politik
Im Allgemeinen reflektieren Wertmüllers Filme stark ihre eigenen politischen Standpunkte. Ihre Hauptcharaktere sind entweder Kommunisten oder Feministinnen. Häufig kreisen die Filme um Konflikte politischen oder sozio-ökonomischen Ursprungs. Gleichwohl sind ihre Filme selten didaktisch und setzen eher ihre persönlichen Wahrnehmungen in Bilder um.
Hingerissen von einem ungewöhnlichen Schicksal im azurblauen Meer im August erzählt beispielsweise die Geschichte einer Frau eines reichen Industriellen, die ihre erotische Erfüllung erst durch die Liebesaffäre mit einem kommunistisch gesinnten Matrosen findet, der sich ihr gegenüber wie ein Macho verhält.

## Filmografie

### Autorin und Regisseurin
- 1963: Die Basilisken (I basilischi)
- 1965: Diesmal sprechen wir über Männer (Questa volta parliamo di uomini)
- 1966: Rita la zanzara
- 1968: Mein Körper für ein Pokerspiel (The Belle Starr story)
- 1972: Mimi, in seiner Ehre gekränkt (Mimí metallurgico ferito nell’onore)
- 1973: Liebe und Anarchie (Film d’amore e d’anarchia – Ovvero “Stamattina alle 10 in via dei Fiori nella nota casa di tolleranza…”)
- 1974: Hingerissen von einem ungewöhnlichen Schicksal im azurblauen Meer im August (Travolti da un insolito destino nell’azzurro mare d’agosto)
- 1974: Operation gelungen – Patient tot (Tutto a posto e niente in ordine)
- 1975: Sieben Schönheiten (Pasqualino Settebellezze)
- 1978: In einer Regennacht (La fine del mondo nel nostro solito letto in una notte piena di pioggia)
- 1978: Blutfehde (Fatto di sangue fra due uomini per causa di una vedova – si sospettano moventi politici)
- 1983: Scherzo del destino in agguato dietro l’angolo come un brigante da strada
- 1984: Die Freundin meiner Frau (Sotto… sotto… strapazzato da anomala passione)
- 1986: Camorra (Un complicato intrigo di donne, vicoli e delitti)
- 1986: Reich und gnadenlos (Notte d’estate con profilo greco, occhi a mandorla e odore di basilico)
- 1989: Heimlich, still und leise (Il Decimo clandestino)
- 1989: Diese vitale Wut (In una notte di chiaro di luna)
- 1990: Samstag, Sonntag und Montag (Sabato, domenica e lunedì)
- 1992: Sperelli setzt sich durch (Io speriamo che me la cavo)
- 1996: Lolita des Südens (Ninfa plebea)
- 1996: Shampoo, Sex und Politik (Metalmeccanico e parrucchiera in un turbine di sesso e di politica)
- 2001: Francesca e Nunziata
- 2004: Peperoni ripieni e pesci in faccia
- 2008: Mannaggia alla miseria

### Drehbuchautorin (Auswahl)
- 1970: Brutale Stadt (Città violenta)
- 1970: Als die Frauen noch Schwänze hatten (Quando le donne avevano la coda)
- 1972: Bruder Sonne, Schwester Mond (Fratello sole, sorella luna)
- 1972: Toll trieben es die alten Germanen (Quando le donne persero la coda)

## Filmdokumentation
- Wenn in der Liebe und im Krieg alles erlaubt ist, ist auch im Kino alles erlaubt. Ein Filminterview mit Lina Wertmüller. BR Deutschland, 1986, 57 Min., Regie: Rosemarie Stenzel-Quast, Produktion: BR

## Schriften (Auswahl)
- Alvises Kopf: haben oder sein, doch um zu sein muss ich haben und zwar Alvises Kopf auf einem Silberteller Limes, Wiesbaden / München 1986 (Originaltitel: Essere o avere ma per essere devo avere la testa di Alvise su un piatto d’argento, übersetzt von Dagmar Türck-Wagner), ISBN 3-8090-2239-X.
- Ich hätt’ so gern einen exhibitionistischen Onkel gehabt. Aus meinem Familienalbum. Autobiographie. Econ, Düsseldorf / Wien 1994 (Originaltitel: Avrei voluto uno zio esibizionista, übersetzt von Dagmar Türck-Wagner), ISBN 978-3-612-27091-7.